# 4527 Шенберг
4527 Шенберг (4527 Schoenberg) — астероїд головного поясу, відкритий 24 липня 1982 року.
Тіссеранів параметр щодо Юпітера — 3,604.